# Static (DC Comics)
Static è un supereroe immaginario che compare nei fumetti pubblicati dalla DC Comics. Creato dai fondatori della Milestone Comics Dwayne McDuffie, Denys Cowan, Derek Dingle e Michael Davis, comparve per la prima volta in Static n. 1 (giugno 1993), scritto da McDuffie e Robert L. Washington III e illustrato da John Paul Leon, pubblicato dalla Milestone Comics, un'associata della DC Comics. Dopo la chiusura della Milestone, Static fu incorporato nell'Universo DC e divenne membro dei Teen Titans.

## Storia di pubblicazione
Un giovane afro-americano, Static fu un personaggio chiave della Milestone Comics, un'associata indipendente della DC Comics con una grande rappresentazione di eroi di minoranza. Dwayne McDuffie affermò che la creazione di Static fu un lavoro di gruppo, e originariamente sviluppato per la Marvel Comics poiché il personaggio fu ispirato dall'Uomo Ragno divenne il protagonista della linea Milestone. Quando crearono inizialmente i primi cinque personaggi della Milestone Comics, fu deciso che Static sarebbe stato un eroe adolescente, una versione contemporanea dell'Uomo Ragno. L'identità civile di Static fu un riferimento a un uomo di colore a cui fu negato l'ingresso all'Università della Florida nel 1949. La Milestone cessò di pubblicarne i fumetti nel 1997, ma Static fu salvato dall'oscurità dalla serie animata Static Shock, che andò in onda per quattro stagioni e che portò alla miniserie a fumetti del 2001 Static Shock: Rebirth of the Cool. La raccolta di questa miniserie fu nominata al premio Glyph Comics Award come Miglior Collezione Ristampata.
McDuffie descrisse il personaggio: «Come ogni altro adolescente di 15 anni, Virgil Hawkins si preoccupa dei soldi nelle sue tasche, di essere picchiato, e della droga. Ma di recente, ha avuto anche altre cose in mente: roba come i suoi poteri, la sua identità segreta, e la droga. Perché, quando gli innocenti sono in pericolo, e Virgil può svignarsela dalla classe, il giovane brillante diventa Static, l'impetuoso e avventuroso supereroe!».
Il personaggio fu introdotto in uno dei primi quattro titoli dei fumetti pubblicati dalla Milestone nel 1993, fondata da Derek T. Dingle, Denys Cowan, Dwayne McDuffie e Michael Davis. Le sue prime avventure furono scritte da Robert L. Washington III e McDuffie, e illustrate da John Paul Leon. Virgil Hawkins era un ragazzo di quindici anni quando divenne Static. Nel fumetto, la sua famiglia era composta da suo padre, che lavorava al Paris Island Hospital, sua madre e sua sorella Sharon. Virgil frequentò la Ernest Hemingway High School nella città di Dakota con i suoi amici: Fireda Goren, Richard "Rick" Stone, Larry Wade, Chuck, Felix e Daisy Watkins. Nelle vesti di Static, Virgil salvò Rick Stone dal bullismo omofobico, e come l'Uomo Ragno, il personaggio possedeva una propensione alla battuta facile e allo humor, specialmente durante un combattimento. In più, come Static, Virgil utilizzava la sua conoscenza delle scienze e della cultura pop nelle varie battaglie e nei vari scenari.
Autoproclamatosi geek, Virgil viene descritto come un avido fan di fumetti e videogiochi, qualcosa che rimase anche nella sua versione animata. Nel fumetto, Virgil faceva spesso visita al negozio di fumetti locale, creava personaggi dei fumetti con i suoi amici e partecipava ai giochi da tavolo. Fu anche noto per essere un grande giocatore di videogiochi sia nella sua versione fumettistica che in quella animata. Nella minsierie del 2001 Static Shock: The Rebirth of the Cool, si scoprì che a un certo punto nel tempo, Virgil collezionava le carte di Pokémon e che era un fan di Pikachu (il porta bandiera dei Pokémon e guarda caso un altro utilizzatore dell'elettricità).
In un'intervista con l'ex scrittore di Teen Titans Geoff Johns, espresse interesse nel fare di Static un membro della squadra, affermando "Volevo veramente Static nella squadra, ma c'è così tanto da attendere che ogni volta che chiedevo alla DC di inserirlo mi sentivo rispondere "non ancora" e così non riuscii mai ad averlo" e successivamente affermando che aveva dei piani per il personaggio fin da Teen Titans vol. 3 n. 1. Ogni ostruzione fu infine risolta e Static comparve in Terror Titans, mentre la continuità della Milestone si ripiegò nel flusso principale della continuità della Nuova Terra.
Al San Diego Comic-Con International del 2008, fu annunciato che Static si sarebbe unito alla continuità principale dell'Universo DC dove sarebbe stato unito ai Teen Titans. Static ebbe la sua prima comparsa canonica nell'Universo DC in Terror Titans n. 4, battendosi con Rose Wilson nel round finale del torneo del Dark Side Club.
Nel 2010, la DC Comics annunciò che Static sarebbe stato il protagonista di una sua serie nel 2011. La serie doveva essere scritta da Felicia Henderson e illustrata da Scott McDaniel, ma fu cancellata prima del primo numero potesse essere pubblicato a causa della scomparsa di uno dei suoi creatori, Dwayne McDuffie. Tuttavia, un auto-conclusivo dal titolo Static Shock Special fu pubblicato nel giugno 2011, scritto da Henderson e illustrato da Denys Cowan, e l'illustratore di Batwoman, J. H. Williams III fornì l'immagine di copertina. Un nuovo Static Shock fu lanciato nel settembre 2011 come parte del rilancio della DC dopo gli eventi di Flashpoint. Il fumetto fu scritto da John Rozum e illustrato da Scott McDaniel che fu anche il co-scrittore. Come parte dello sforzo di integrare Static al meglio nella linea temporale dell'Universo DC, la storia prese luogo a New York City invece che a Dakota.

## Biografia del personaggio

### Milestone Comics
Cosparso di composti chimici sperimentali nel corso di una guerra tra gangs in cui si ritrovò coinvolto, lo studente Virgil Ovid Hawkins ottenne una varietà di poteri elettromagnetici e divenne un combattente del crimine in costume. Come molti eroi adolescenti su modello dell'Uomo Ragno, fu spesso sopraffatto dalla combinazione delle responsabilità della sua carriera di supereroe con i tipici problemi adolescenziali.
Virgil ottenne per la prima volta i suoi poteri elettromagnetici durante una resa dei conti tra gangs della città, mentre cercava di vendicarsi di uno dei membri della gang che faceva il bullo con lui. Giunsero le autorità e rilasciarono i fumogeni che credettero essere marcatori radioattivi innocui così che nessuno dei membri delle gangs potessero fuggire all'arresto. I poliziotti non sapevano che i marcatori furono dotati di punte bagnate di mutageno sperimentale chiamato Succo Quantico (Quantum Juice). Questo evento venne noto in seguito come il cosiddetto "Big Bang". Coloro che furono esposti alle esalazioni dei fumogeni furono chiamati "Bang Babies" perché il "big bang" fu la loro nascita metaumana.
Quando l'agenzia dietro l'esperimento cercò di catturarlo, Virgil combatté, scoprendo di aver ottenuto l'abilità di generare, manipolare e controllare l'elettromagnetismo. Virgil si rinominò "Static" e, armato del suo ingegno e dei suoi nuovi poteri, divenne un supereroe. Per la maggior parte, Virgil mantenne il segreto con la sua famiglia, ma la sua amica, Frieda Goren, scoprì la sua identità quando tentò di proteggerla dal diventare un premio in un litigio tra gangs.
Virgil aveva amici come Rick Stone e Larry Wade, e aveva un interesse romantico nella sua amica Frieda Goren che era però già impegnata con Larry. Provava anche dei sentimenti per una ragazza di nome Daisy Watkins, ma le sue "responsabilità" come Static interferirono con i loro appuntamenti così tante volte che Daisy decise di rompere questa relazione. In Static Shock: Rebirth of the Cool, Virgil si impegnò con una ragazza chiamata Madison, ma Frieda finì col litigare con lei per lui.
Static si batté con numerosi Bang-Babies e altri avversari super potenti: Hotstreak, Tarmack, Holocaust, Commando X, Puff, Coil, Snakefingers, Rift, The Swarm, Dr. Kilgore, Rubberband Man, Brat-atat-tat, Prometheus, Run, Jump e Burn, Boom Box, Powerfist, Laser Jet, ecc. Altri Bang-Babies incontrati da Virgil furono Virus, D-Struct e Hyacinth.

#### Altri eroi
Più avanti nella serie, Static fu aiutato da alcuni alleati: Shadow Cabinet, il Bloody Syndicate, e il Capitano Summers del DCPD, che aveva un grande interesse nei casi di polizia che vedevano coinvolti i Bang-Babies. Static si alleò con Page, la spalla di Kobalt, al fine di fermare un Bang-baby impazzito che divenne per metà mosca. Static si prese un momento per sgridare Page, che, secondo lui, era più impegnato a scusarsi per il loro primo incontro che, cosa più importante, fermare il criminale.
Static finì per unirsi ad un gruppo non ufficiale chiamato Eroi. Molti eroi si unirono per proteggere la città di Iberia dalla rottura di una diga. Morirono molti cittadini innocenti, ma gli eroi furono comunque ringraziati dai cittadini sopravvissuti per lo sforzo effettuato nel prevenire il pericolo. Static comparve nel gruppo, dicendo "Avete iniziato gli X-Men senza di me", e si fece strada nella squadra. Pochi minuti dopo, Shadow Cabinet, ora corrotto, inviò una squadra della morte dietro ai suoi nuovi amici.

### Universo DC
Dopo la morte di Darkseid (come narrato in Crisi finale), il continuum spazio-tempo fu messo sottosopra, minacciando sia l'esistenza del Dakotaverso che della linea temporale DC. L'essere noto come Dharma fu in grado di usare le energie che prese a Rift (dopo che fu sconfitto in Mondi in Collisione) per fondersi con i due universi, creando un'intera nuova continuità. Solo Dharma, Icon e Superman furono al corrente che Dakota e i suoi abitanti esistettero in quell'universo parallelo.

#### Dark Side Club
Nella costruzione della Crisi Finale, il tiranno cosmico Darkseid assunse i Terror Titans perché catturassero Static, insieme ad un gruppo di Bang-Babies in Dakota da usare nei combattimenti mortali tra metaumani nel Dark Side Club. Durante il suo periodo in prigionia, Virgil fu sottoposto all'Equazione dell'Anti-vita ed entrò nei tornei, dove si presume che uccise un buon numero di sfidanti. Diventò velocemente un campione, e regnò imbattuto per un certo tempo, anche se alla fine si dimostrò difficile da controllare. Con grande dispiacere del Re degli Orologi, fu messo in catene nei livelli più bassi dove fu tenuto rinchiuso e pesantemente sedato. Nel tentativo di sedurre Rose Wilson e guadagnarne un profitto, il Re degli orologi rilasciò Static e lo mise contro Rose sul ring, dove i due combatterono una dura battaglia che vide i veloci attacchi di fulmini di Virgil ferire Rose, nonostante le sue precognizioni. Dopo una lotta estenuante, Static ne uscì vincitore, e riuscì a liberarsi per un breve periodo di tempo, prima di venire sedato un'altra volta. Static fu infine liberato proprio da Rose e si vendicò dei suoi ex catturatori, folgorando Lashina e le sue coorti mentre fuggivano. Si confrontò anche con il suo amico dell'elettricità Dreadbolt, sconfiggendolo e legandolo con del metallo insieme agli altri Terror Titans. Nella sua comparsa finale lo si vide unirsi a Miss Martian e Aquagirl pianificando la loro mossa successiva.

#### Teen Titans
Dopo la fine della Crisi, Static e gli altri sopravvissuti del Dark Side Club giunsero alla Titans Tower al fine di restarci. Wonder Girl, all'epoca leader della squadra, offrì ai giovani eroi un posto nella lista della squadra, ma la maggior parte di loro inclusi Terra e Zachary Zatara declinarono. Mentre esploravano la torre, Virgil sviluppò una certa chimica con Aquagirl (Lorena Marquez), una giovane supereroina che fu brevemente membro della squadra durante gli eventi di 52. Durante una conversazione con Virgil, affermò che le piaceva passare del tempo con la squadra, e che desiderava farlo ancora, un'affermazione che influenzò la decisione di Virgil nel fare lo stesso. Insultò scherzosamente anche Kid Devil e Jaime Reyes dopo il loro tentativo di parlare con lui, schernendo Kid Devil sulla recente perdita delle sue abilità. Affermò di essere stato rapito dai Terror Titans mesi prima, e capì che la sua famiglia lo credette morto. Credendo di non avere un posto dove andare in quel momento, Static decise di diventare un Titano e di vivere nella Torre finché non avesse messo nuovamente insieme la sua vita.
Più avanti, quando l'ex Titano Jericho (nelle vesti di Cyborg) impazzì e prese controllo della Torre e del suo sistema nel tentativo di uccidere la squadra, Static lo contrastò rilasciando una scarica elettrica ad altissimo voltaggio che sovraccaricò l'intera Torre, così come il corpo di Cyborg, salvando però il resto della squadra.
Nel corso di una gita ai moli per rilassarsi, i Titans affrontarono il gruppo di super criminali noti come Fearsome Five, dopo che questi rapirono Wonder Girl e la tennero in ostaggio sull'Isola di Acatraz. Nella battaglia che ne seguì, Static sconfisse il criminale noto come Rumble facendo in modo che entrasse in una pozza d'acqua, amplificando così l'effetto dei suoi attacchi elettrici. Conseguentemente alla battaglia, Virgil partecipò al funerale di Kid Devil dopo che questi fu ucciso salvando la città da un'esplosione nucleare.
Quando l'ex Titana Raven saltò fuori dalla Titans Tower incosciente e ferita, Static aiutò il membro della Justice Society of America, Dottor Mid-Nite, a curarla, utilizzando le sue abilità per sedarla quando un demone emerse dal suo corpo.

#### Brave and the Bold
Fu recentemente rivelato che prima del suo rapimento, Static si alleò con il membro della Justice League of America Fulmine Nero al fine di fermare Holocaust del Blood Syndicate, che cercò di ucciderlo mentre partecipava come oratore principale alla cerimonia di laurea dell'Ernest Hemingway High School.

#### Ritorno a Dakota
Alla fine, Virgil decise dio rivedere la sua famiglia dopo essere venuto a conoscenza che un virus letale stava infettando i cittadini di Dakota, inclusa Sharon. Dopo il suo ritorno a casa, Virgil si riunì con la sua famiglia e con Frieda, e scoprì che la sua ragaza, Madison, lo lasciò durante la sua assenza. Scoprì poi che chiunque rilasciò il virus stava anche vendendo limitate quantità di vaccino, e attaccò il laboratorio dove veniva creato. Con l'irruzione nella fabbrica, Static fu sorpreso di vedere Holocaust, che lo mise k.o..
Dopo essersi rigiutato di aiutare Holocaus nel suo obiettivo, Static fu imprigionato in una speciale unità di contenimento insieme ad Aquagirl, Wonder Girl e Bombshell. Holocaust informò gli eroi che era sua intenzione ucciderli e di fare delle armi con le loro abilità al fine di venderle, ma fu preso alla sprovvista dal resto della squadra prima che potesse mettersi al lavoro. Holocaust li sconfisse tutti facilmente, e dovette combattere contro Cyborg, che si assicurò l'aiuto degli ex Titani Superboy e Kid Flash.
I tre riuscirono a tenere Holocaust impegnato abbastanza a lungo da permettere a Virgil e agli altri Titani di fuggire, ma alla fine gli sforzi combinati dei dieci titani fu sufficiente a sconfiggere Holocaust una volta per tutte. Dopo di ciò, Virgil si riconciliò con Frieda e le disse che aveva ingannato la sua famiglia facendo loro credere che prese parte a una lunga compagnia di fisica quantistica, dandogli così una scusa per andare a vivere a San Francisco con il resto della squadra. Fece anche un ultimo tentativo per riprendersi Madison, ma lei lo respinse silenziosamente. Dopo di che, Virgil e gli altri Titani decisero di dirigersi verso casa, ora con Superboy e Kid Flash di nuovo come membri.
Dopo una missione di salvataggio in un'altra dimensione per salvare Raven, Virgil tornò a casa e scoprì di non avere più i suoi poteri. Furioso e spaventato dalla situazione, così come la sua inabilità di aiutare Miss Martian a risvegliarsi dal coma, Virgil tentò di lasciare la Torre e ritornò a Dakota. Fu fermato da Cyborg, che gli disse che non sarebbe stato d'aiuto a nessuno tornando a casa senza le sue abilità, e che lo avrebbe accompagnato ai laboratori Cadmus per scoprire come fargli riottenere i suoi poteri. Superboy si offrì di scortarlo così da dargli del supporto morale, ma Virgil gli disse che i titani avevano bisogno di lui al momento. Dopo una colazione d'addio, Virgil si mise in viaggio verso Cadmus, dopo che Wonder Girl gli assicurò che ci sarebbe stato sempre un posto per lui nella squadra.
Durante gli eventi di Flashpoint, Barry Allen alterò involontariamente la storia nel corso di una battaglia con il Professor Zoom. In questa nuova realtà, Static possiede di nuovo i suoi poteri e ha di nuovo il suo costume.

### The New 52
Seguendo gli eventi dell'alterazione della realtà della storia Flashpoint, Virgil e la sua famiglia lasciarono Dakota per New York dopo un inspiegabile tragico incidente che, tra le altre cose, lasciò sua sorella Sharon come due entità completamente separate e identiche. Il vigilante Hardware diede a Virgil un nuovo costume e un disco volante modificato, che consente a i due di rimanere in contatto nonostante vivano in due città separate. Hardware gli diede anche un tirocinio ai Laboratori S.T.A.R. come lavoro dopo scuola. Durante la sua battaglia più grande, Static sconfisse il criminale Sunspot e si guadagnò l'attenzione di un sindacato del crimine noto come Slate Gang.
Stati Shock fu cancellato con il n. 8 come parte della "Seconda Onda" di The New 52 e rimpiazzato in un fumetto alternativo.
In Teen Titans si rivelò che Virgil disegnò il mantello e l'apparato volante del costume di Red Robin mentre lavorava agli S.T.A.R..
Successivamente, mentre si riprendeva nei Laboratori S.T.A.R. dalla sua ultima battaglia, i titani chiesero l'aiuto di Virgil per curare Kid Flash, le cui cellule, come Virgil scoprì, si stavano rapidamente deteriorando a causa dell'alterazione dei suoi poteri. Virgil gli fornì un nuovo costume (basato su un disegno personale di una variante del costume di Flash) contenente del materiale che avrebbe riallineato le sue molecole mentre stabilizzava i suoi poteri, salvando Kid Flash nel frattempo.
Si è scoperto che Static sarà presente nel nuovo fumetto dei Titans di New 52, come "membro" e non come un dispositivo permanente.

## Poteri e abilità
I poteri di Static gli permettono di controllare i fenomeni elettromagnetici, in particolare gli permettono di manifestare energia sia elettrica che magnetica - i suoi poteri sono meglio descritti come super conduttori di elettromagnetismo.
Il centro dei poteri di Static intorno all'elettromagnetismo, lo rendono parte del campo elettromagnetico della Terra così come lo rendono capace di generare e immagazzinare la sua stessa energia elettromagnetica. Può scegliere di mantenere l'energia elettromagnetica che tiene solitamente nel suo corpo controllando la corrente e il voltaggio per il momento in cui decide di utilizzarlo. Il corpo di Static può generare energia elettromagnetica rozza, che può controllare a volontà per numerosi scopi.
Tali utilizzi spesso includono il magnetizzare gli oggetti, folgorare gli avversari, fare levitare gli oggetti (come i coperchi dei tombini o "piatti" costruiti in metallo da utilizzare per volare) e persone, frenare o fare aderire persone e oggetti a carie superfici nella forma di "elettricità statica", generare "pugni taser" con effetti simili a una pistola stordente e a volte sufficiente potere da far volare via gli avversari durante incontri ravvicinati, varie dimostrazioni elettromagnetiche così come reti o gabbie, flash accecanti, generare palle da lancio di energia, produrre impulsi elettromagnetici, e generare campi di forza che gli facciano da scudo durante gli attacchi, come fermare i proiettili a mezz'aria.
Così come la creazione di ondate di energia elettromagnetica, Static può anche assorbire fonti di elettricità, come dai tralicci, dalle batterie, e dai fusibili elettrici per rifornire la sua quantità di energia. Ogni volta che Static utilizza i suoi poteri al massimo, o sperimenta altri tipi di alto rilascio di energia, sperimenta anche un improvviso e acuto senso di affaticamento, in quanto i suoi poteri elettromagnetici sono collegati ai suoi livelli di energia bioelettrica. Nell'episodio "Aftershock" della prima stagione della serie animata, un'analisi del suo sangue mostrò che i livelli di elettroliti nel sangue sono più alti del normale, suggerendo che Static necessita di livelli di sale più alti nel sangue per supportare l'uso dei suoi poteri, e i livelli più alti di sodio non sembrano avere effetti sulla sua salute.
Static è in grado di avvertire fonti di energia elettromagnetica, in grado di percepire se un'area abbandonata è ancora calda o no. Static può utilizzare i suoi poteri per sentire le onde radio e intercettare le linee telefoniche, incluso l'ascoltare la banda larga della polizia e le stazioni radio, fare telefonate, ed è in grado di usare i suoi poteri per mimare l'utilizzo dei dispositivi elettronici come i CD player (in "Aftershock" chiamò sé stesso "un CD player umano"), ed è anche in grado di usare i suoi poteri per utilizzare il normale coperchio di un cestino come un megafono. È da notare che Static possiede un notevole vantaggio in città che in altri luoghi, come mostrato negli eventi di "Aftershock", come anche nei parchi, circondato dagli alberi, Static può fare uso delle tubature metalliche del sottosuolo con i suoi poteri magnetici.
Nella serie animata, i poteri di Static gli forniscono resistenza o immunità alle varie forme di controllo mentale, dato che il cervello umano è un organo elettromagnetico. In "Attack of the Living Brain Puppers", Static fu immune alle abilità di Madelyn Spaulding di sentire i pensieri altrui ed esercitare il controllo sulle loro azioni (come speculato da Rick Stone), i grandi campi elettromagnetici di Static proteggono lui e le sue onde cerebrali da ogni tentativo di leggere la sua mente e avere controllo su di lui, e come visto anche nella seconda parte di "A League of their Own", quando uno dei dispositivi per il controllo mentale di Brainiac andò in corto circuito dopo essere stato piazzato su Static. Questo tratto fu adattato anche nel mito della serie a fumetti; in Terror Titans, Static riuscì a resistere all'Equazione Anti-Vita di Darkseid, riacquistando i sensi.
Dopo gli eventi di Flashpoint, a Static fu dato un nuovo disco volante che ora conteneva un'interfaccia olografica e che era in grado di collassare in pezzi separati o ri-configurarsi in vari usi e applicazioni. In aggiunta a permettere a Static di rimanere in contatto con Hardware, il disco mostra grafici e informazioni rilevanti per le missioni imminenti. Virgil cominciò anche a utilizzare un bastone pieghevole in congiunzione ai suoi poteri da usare nei combattimenti ravvicinati.
Il corpo di Static può guarire da solo automaticamente, anche da quelle ferite che per altri sarebbero letali, se riesce ad assorbire enormi quantità di energia da fonti vicine.
Tim Drake affermò che la conoscenza di Virgil sulla struttura molecolare rivale con quella di Flash.
Virgil hawkins è uno studente altamente dotato con un particolare interesse per le scienze. È un inventore di talento e un naturale stratega. Possiede anche una conoscenza da fanboy dei fumetti, dei giochi di ruolo, della cultura pop, e della fantascienza.

### Debolezze
La debolezza principale di Static sono gli isolatori, in quanto i suoi poteri hanno pochissimo o nessun effetto su di loro, come mostrato nel suo combattimento contro Rubberband Man. Il legno sembra essere un'altra delle sue debolezze, in quanto non può essere manipolato elettromagneticamente, levitato o danneggiato.
Nella serie animata, è vulnerabile all'acqua, che lo svuota dei suoi poteri finché non si rifornisce. Cosa interessante, queste debolezze si applicano solo nella serie animata in quanto Static non è mai stato mostrato debole in acqua nei fumetti e ne ha utilizzata molta invece per avvantaggiarsi in battaglia.

## Altre versioni

### Milestone Forever
Static comparve come protagonista nella serie limitata Milestone Forever del 2010, come progetto designato per dettagliare il destino finale del lancio dei personaggi della Milestone prima che venissero assimilati nella continuità DC. Nei racconti di Static, il lettore viene prima a conoscenza che Virgil fu presente alla riunione dei suoi dieci anni dopo la scuola, e che abbandonò la sua vita supereroica e che ora cerca di diventare medico. Rick (ora sotto il nomignolo ottenuto in televisione di "Richie") ora lavora come direttore a Los Angeles, ed è aperto riguardo alla sua omosessualità. Senza avvertimento, Hotsteak (recentemente uscito dal carcere e ora chiamando sé stesso Firewheel) attaccò la riunione, affermando che adesso sapeva che Static non era altro che uno dei suoi vecchi compagni di scuola. Virgil riprese il ruolo di Static ancora una volta per combattere contro la sua nemesi, e infine lo sconfisse. Durante questo periodo, si scopre che Sharon è sposata e incinta, e che Robert è morto. Rocket invece è diventata la nuova Icon.
La storia fa poi un salto in avanti di altri 10 anni, dove Virgil è sposato con Frieda e hanno due figli insieme, Larry e Sadie (entrambi hanno ereditato i poteri e le abilità paterne), e che ora lavora come dottore. La storia termina con la coppia che riflette sulla sua vita, e Virgil chiede scherzosamente a Frieda se lei desidera che lui riprenda la sua vita come Static. Lei semplicemente sorride e dice "Assolutamente no", e e i due appassionatamente si baciano.

## Personaggi di supporto
Static possiede una grande quantità di personaggi di supporto, dai suoi migliori amici Rick Stone, Larry Wade e Frieda Goren al suo interesse romantico Daisy Watkins, e così via.

## Nemici
Static ha avuto a che fare con una vasta gamma di criminali nella sua carriera da eroe. Mentre la maggior parte erano Bang-Babies come lui, si scontrò con alcuni umani più che ricchi, con molte risorse o avanzata tecnologia e armi.

## In altri media

### Televisione
- Il personaggio di Static fu sviluppato come protagonista della serie Static Shock con alcuni cambiamenti nel materiale, genericamente per rendere il personaggio più adatto a un pubblico giovane, ma sempre concentrandosi sulla rilevanza contemporanea. Nelle prime due stagioni della serie, il costume di Static era un giubbotto viola con l'interno giallo e strisce sulle maniche, una camicia bianca con il simbolo del fulmine nero, pantaloni neri, una maschera bianca e un paio di occhialoni. Nella terza stagione, il suo guardaroba fu più nero e viola con delle sfumature giallo/dorate e gli occhialoni gialli furono rimpiazzati da ombre violacee; questi vestiti comparvero anche nei fumetti della serie Teen Titans. Più avanti ebbe sempre gli stessi abiti ma con una sfumatura sicuramente più scura. Nella serie animata, Virgil è uno studente di quattordici anni della Dakota Union High School che ottenne i suoi poteri da un gas mutageno fuoriuscito durante un'esplosione chiamata "big bang" dai mass media, che diede a numerosi abitanti di Dakota i super poteri, e coloro che ne furono affetti, come lui, furono soprannominati "bang-babies". Virgil viveva con suo padre Robert Hawkins, un assistente sociale e capo del centro Freeman Community Center, e con sua sorella Sharon Hawkins, una studentessa universitaria e volontaria all'ospedale. Sua madre, Jean Hawkins, morì qualche anno prima, vittima di un proiettile vagante mentre lavorava come paramedico durante una rivolta; questo causò una certa paura o un odio di Virgil per le armi. In "Static In Africa", si scoprì che Virgil e la sua famiglia hanno antenati provenienti dal Ghana, anche se non fu menzionato nessun parente. Static idolatrava i suoi eroi afro-americani, come Soul Power, Anansi the Spider (che divenne amico di Virgil e a sua volta lo chiamò "il mio eroe") e in particolare la Lanterna Verde John Stewart. Nel corso della serie, Static si alleò con numerosi eroi DC, come Batman e Robin, il futuro successore di Batman, Terry McGinnis, la Justice League, e addirittura lo stesso Superman. L'episodio "Future Shock" rivelò che nel periodo di Batman of the Future, Static veniva considerato uno dei più grandi eroi del mondo, e ebbe un figlio, che si presume divenne egli stesso un eroe.
- La versione adulta di Static comparve nell'episodio Ritorno al passato della serie animata Justice League Unlimited, dove era ancora un membro della League all'età di 65 anni. Static sembrò essere invecchiato un po' nei quarant'anni tra Static Shock e Batman of the Future. Anche se Batman affermò che nel suo tempo Static aveva almeno 50 anni, sembrò essere in ottima salute quando si rivelò. Nei dieci anni tra Batman of the Future e Justice League Unlimited, l'unico cambiamento sembrò essere che i suoi capelli erano finalmente diventati grigi, e lo stesso Virgil spiegò che era dovuto all'avanzata tecnologia medica dell'epoca. Durante la battaglia contro i "Jokerz", Static cadde accidentalmente in un portale temporale casuale, che rimase aperto anche quando il tempo fu rimesso a posto. Quando tutto si risolse e tornò alla normalità, si scoprì che Static era ancora vivo nel futuro.
- Virgil comparve nella serie animata Young Justice: Invasion. Comparve nell'episodio "Beneath" come uno dei giovani rapiti dai Reach. Il suo primo episodio con battuta fu "Concerned", dove Virgil disse a Black Canary a proposito degli esperimenti a cui i Reach lo sottoposero.Mostrò inavvertitamente i suoi poteri elettromagnetici quando una manciata di clips gli si attaccarono addosso a causa delle sue abilità elettrostatiche. Nell'episodio "Runaways", lui e i suoi compagni rapiti fuggirono dai Laboratori S.T.A.R. quando si stancarono dei continui test. Lui e gli altri fuggitivi furono fermati da Blue Beetle e lo aiutarono a sconfiggere Red Volcano, salvando gli scienziati e lo staff. Quando Blue Beetle ignorò gli eventuali danni che poteva recare durante la battaglia e cercò con la forza di portarli con lui, Virgil e gli altri scapparono. Quindi il gruppo incontrò Lex Luthor che li reclutò. Nell'episodio "The Hunt", Virgil e i suoi compagni distrussero qualunque cosa fosse in relazione con i Reach finché Luthor non li convinse a salvare i membri della squadra dal Pianeta della Guerra (che ora era sotto il controllo dei Reach), utilizzando una Scatola Madre per arrivarci e rintracciare Superboy. Una volta a bordo, furono attaccati dai rinforzi dei Reach e da Black Beetle, che causò loro dei guai finché Arsenal non intervenne e liberò Mongul, innescando una battaglia tra lui e Black Beetle. Dopo che la squadra fu salva, Nightwing offrì un posto nella squadra ai fuggitivi, ma rifiutarono quando lui cacciò Arsenal, che li aveva salvati. Arsenal disse quindi al gruppo che Luthor li stava usando, e una volta rotti i ponti anche con lui decisero di andarsene con Arsenal. In "Endgame", Virgil e Fulmine Nero abbatterono il Perturbatore di Campi Magnetici a Dakota City. Impressionato, Fulmine Nero gli disse che se avesse avuto bisogno di un mentore, poteva contare su di lui. Dopo la battaglia, Wonder Girl e Robin accolsero Virgil, ora noto con il soprannome di "Static", nella squadra. Non indossò il suo costume in questa serie, tuttavia i suoi vestiti da strada somigliavano molto al costume indossato nella serie dei Titani, ma in questo episodio lo si vide con un logo rappresentante un fulmine in cerchio sulla sua maglietta quando fu nella Torre di Guardia. In questa versione, quando Static vola sul suo disco, si nota che la sua elettricità è diretta verso il terreno, presumibilmente causando l'effetto levitante.
- Nell'ottobre 2014, fu annunciato che la Warner Bros. avrebbe lanciato una serie televisiva dal nome Static Shock con Reginald Hudlin come parte della nuova divisione digitale Blue Ribbon Company, e aveva messo gli occhi su Jaiden Smith per il ruolo di Virgil Hawkins/Static[32][33][34]. Il 24 maggio 2015, l'attore Tyler James Williams annunciò in un'intervista che Jaden Smith era in lista per il ruolo di Static, ma che era ancora da confermare dalla Blue Ribbon Company o dalla Warner Bros.[35].

### Film
- Virgil comparve nel film animato Justice League: War, in breve cameo senza battute. Lo si può vedere seduto dietro Billy Batson durante la partita di rugby di Victor Stone. Il suo aspetto è molto simile a quello della sua controparte di Young Justice. Questa è la sua prima comparsa in un film DC.

### Videogiochi
- Static compare in DC Universe Online. Lo si vede come parte di Lightning Strikes, combattendo al fianco degli altri titani[36][37]. Static è un cacciatore di taglie per coloro che scelgono la campagna del criminale, e lo si vede a ovest del Tempio del Crimine. In questo gioco indossa il suo costume dai colori scuri come quello indossato con i Teen Titans.
- Static è un personaggio scaricabile nella versione mobile di Injustice: Gods Among Us